# Nonouti
Nonouti eller Nonoutiatollen är en ö i Mikronesien som tillhör Kiribati i Stilla havet.

## Geografi
Nonouti är en ö bland Gilbertöarna och ligger cirka 250 kilometer sydöst om huvudön Tarawa. 
Ön är en korallatoll och har en areal om ca 29,2 km² med en längd på ca 35 km och ca 14 km bred. Atollen är den tredje största bland Gilbertöarna och omges av ett korallev. Atollen utgörs av huvudön Noumalang och en rad småöar. Den högsta höjden är på endast några m ö.h.
Befolkningen uppgår till ca 3 000 invånare fördelade på huvudorten Matang på öns södra del och övriga orter.
Nonouti har en liten flygplats Nonouti Airport (flygplatskod "NON") vid Atubin på öns mellersta del för lokalt flyg.

## Historia
Gilbertöarna beboddes av mikronesier i flera århundraden innan de upptäcktes av européer och det är inte nedtecknat när ön upptäcktes.
Nonouti är känd för att i orten Taboiaki ha det största mwaneaba (traditionellt möteshus) i hela Kiribati.
1820 namngav estnisk/ryske Adam Johann von Krusenstern öarna Iles Gilbert och Gilbertöarna blev tillsammans med Elliceöarna slutligen ett brittiskt protektorat 1892. I januari 1915 blev området en egen koloni.
1888 anlände de första katolska missionärer till ön och bland dessa fanns även fader Joseph Leray som senare skulle bli den förste biskopen i Gilbertöarna.
Under andra världskriget ockuperades området mellan 1941 och 1943 av Japan för att sedan återgå under brittisk överhöghet.
1971 erhöll Gilbertöarna autonomi och blev i juli 1979 en självständig nation med namnet Kiribati.